# Sybra dunni
Sybra dunni là một loài bọ cánh cứng trong họ Cerambycidae.